# Richard H. Sibson
Richard H. Sibson (Richard Hugh „Rick“ Sibson; * 1945) ist ein neuseeländischer Strukturgeologe und emeritierter Professor der University of Otago, der für seine Arbeit auf dem Gebiet der Erdbebenforschung zahlreiche Ehrungen und Preise erhielt.

## Wissenschaftliche Laufbahn
Richard Sibson ist der Sohn des Ornithologen Richard B. Sibson (1911–1994). 1959 bis 1963 besuchte er das King’s College in Auckland. Sibsons anschließende Entscheidung für das Studium der Geologie wurde wesentlich beeinflusst durch seinen Onkel, den Paläontologen und Naturforscher Sir Charles Fleming, der ihm dieses Fach nahelegte. 1968 legte er die Prüfungen zum BSc an der University of Auckland ab, 1970 die zum MSc am Imperial College London. 1977 erhielt er dort den Grad des PhD. 1998 bis 1990 arbeitete er am Institute for Crustal Studies and Department of Geological Sciences der University of California, Santa Barbara. Von 1990 bis 2009 war er Professor an der University of Otago. Er ist assoziierter Professor der University of Canterbury in Christchurch. 2005 war er Mitbegründer des Institute of Earth Science and Engineering an der University of Auckland.

## Forschung
Sibson studierte Strukturgeologie am Imperial College unter John G. Ramsay, Neville J. Price und Ernie Rutter. Sein besonderes Interesse lag in der Erforschung der Struktur und Mechanik von Störungszonen der Erdkruste und ihre Beziehungen zu Erdbeben. Seine Doktorarbeit befasste sich mit Pseudotachyliten der Äußeren Hebriden, er wies nach, dass diese Gesteine auf Erdbebenereignisse zurückgehen. Sibson studierte Felsmechanik und Gesteinsdeformation und versuchte sich in der Ableitung geologischer Informationen aus seismischen und seismologischen Messungen. Ab 1981 wirkte er beim Erdbebenprogramm des USGS in Menlo Park mit, später untersuchte er im Archaikum Kanadas den Einfluss von Fluiden (Gase und Flüssigkeiten) auf die Entstehung und den Ablauf von Erdbeben und die Bildung von Erzlagerstätten in Störungszonen aufgrund hydrothermaler Prozesse.

## Ehrungen und Preise
Sibson erhielt zahlreiche Ehrungen und Preise:
- Fellow of the Geological Society of London
- Fellow of the Royal Society of New Zealand
- 2003 Fellow of the Royal Society[2]
- 2003 Distinguished Research Medal der University of Otago[8]
- 2006 Fellow of the American Association for the Advancement of Science[9]
- 2010 Wollaston-Medaille der Geological Society of London[10]
- 2010 Distinguished Alumni Award der University of Auckland[11]
- 2020 Penrose-Goldmedaille